# Звезда (филм)
Звезда (енгл. The Star) је америчка филмска драма из 1952. године, са Бети Дејвис у главној улози. Она је за своје извођење била у конкуренцији за Оскара за најбољу главну глумицу.

## Улоге
| Глумац          | Улога          |
| --------------- | -------------- |
| Бети Дејвис     | Маргарет Елиот |
| Натали Вуд      | Гретчен        |
| Стерлинг Хајден | Џим            |
| Ворнер Андерсон | Хари Стоун     |
| Реџиналд Дени   | Хари Грифитс   |